# Litsea honghoensis
Litsea honghoensis H. Liu – gatunek rośliny z rodziny wawrzynowatych (Lauraceae Juss.). Występuje naturalnie w południowych Chinach – w południowej części Junnanu. 

## Morfologia
PokrójZimozielone drzewo dorastające do 10 m wysokości. Gałęzie są nagie.
LiścieNaprzemianległe lub zebrane na końcach gałęzi. Mają kształt od eliptycznego do odwrotnie jajowatego lancetowatego. Mierzą 10–19 cm długości oraz 2–6 cm szerokości. Są nagie. Nasada liścia jest klinowa. Blaszka liściowa jest o tępym lub spiczastym wierzchołku. Ogonek liściowy jest nagi i dorasta do 10–15 mm długości.
KwiatySą niepozorne, jednopłciowe, zebrane po 3–5 w baldachy, rozwijają się w kątach pędów. Okwiat jest zbudowany z 6 listków o okrągłym kształcie. Kwiaty męskie mają 9 pręcików.
OwoceMają kulisty kształt, osiągają 20–30 mm średnicy.

## Biologia i ekologia
Roślina dwupienna. Rośnie w lasach. Występuje na wysokości od 1300 do 2200 m n.p.m. Kwitnie od lutego do marca, natomiast owoce dojrzewają od sierpnia do września.